# 2024-es republikánus párti előválasztások és pártgyűlések listája

Az előválasztások eredményei
Trump által megnyert állam
Haley által megnyert állam

Az Amerikai Egyesült Államok összes államában és külbirtokain is rendezett a Republikánus Párt előválasztásokat vagy pártgyűléseket, az adott terület delegáltjainak megválasztására a 2024-es jelöltválasztó gyűlés előtt. Az alábbi listán ezen események szerepelnek, dátum szerint államokra lebontva. 2020-ban hivatalban lévő elnökként minden előválasztás és pártgyűlés győztese Donald Trump volt.
A delegáltakat három módszer alapján osztják el: (1) arányosan, a megszerzett szavazatok alapján, (2) a győztes kapja a legtöbb delegáltat, de nem arányos az elosztás, gyakran a jelöltnek meg kell kapnia a szavazatok egy bizonyos százalékát, hogy egy delegált rá szavazzon, (3) a győztes kapja az összes delegáltat. Más esetekben ezeknek egy keverékét alkalmazzák. Illinois és Wyoming ezek alól a kivétel.
Pártgyűléseken csak regisztrált tagok szavazhatnak, általában összeülnek és szavazataikat tömegesen adják le. Előválasztások esetében viszont sokkal kevésbé szigorúak a részvételi kitételek, egyes államokban még párttagnak se kell lenni szavazat leadására és a folyamat inkább egy hagyományos választáséra hasonlít.

## Január 15.: Iowa
A pártgyűlést Iowa államban 2024. január 15-én tartották. Az állam szinte mindig az első, ami megválasztja jelöltjét, a negyven delegáltat arányosan osztották el a jelöltek eredményei alapján. Stratégiai fontossága ellenére mindössze három győztese kapta meg végül a republikánus jelölést 1976 és 2016 között. Szakértők szerint ezen pártgyűlés általában azt mutatja meg, hogy melyik jelölt társadalmilag legkonzervatívabb. A szavazók majdnem fele evangélikus vagy újjászületett keresztény.
A pártgyűlés győztese rekordkülönbséggel Trump lett, megszerezve 20 delegáltat, a második, illetve harmadik helyet pedig Ron DeSantis és Nikki Haley foglalták el, 9 és 8 delegálttal. Vivek Ramaswamy is megszerzett hármat, de gyenge teljesítményét követően visszalépett. Az egyetlen jelölt, aki Trumpon kívül képes volt megnyerni egy megyét, Nikki Haley volt.
Az előválasztást követő napon Asa Hutchinson is felfüggesztette kampányát, miután csak a szavazatok 0,2%-át szerezte meg.
Közvéleménykutatások
| Forrás           | Dátum                  | Frissítve          | Chris Christie | Ron DeSantis | Nikki Haley | Asa Hutchinson | Vivek Ramaswamy | Donald Trump | Más/ Nem döntött | Előny       |
| ---------------- | ---------------------- | ------------------ | -------------- | ------------ | ----------- | -------------- | --------------- | ------------ | ---------------- | ----------- |
| 270toWin         | 2023. december 14–21.  | 2023. december 21. | 3,6%           | 17,8%        | 15,6%       | 0,4%           | 6,2%            | 52,6%        | 3,8%             | Trump +34,8 |
| FiveThirtyEight  | 2023. december 1–19-ig | 2023. december 20. | 3,9%           | 18,6%        | 15,6%       | 0,6%           | 5,7%            | 49,5%        | 6,1%             | Trump +30,9 |
| RealClearPolling | 2023. december 1–19.   | 2023. december 20. | 3,7%           | 18,6%        | 16,1%       | 0,7%           | 5,9%            | 51,3%        | 3,7%             | Trump +32,7 |
| Átlagos          | Átlagos                | Átlagos            | 3,7%           | 18,3%        | 15,8%       | 0,6%           | 5,9%            | 51,1%        | 4,5%             | Trump +32,8 |

Eredmény
| Jelölt                                                | Szavazatszám | %       | Delegáltak   | Delegáltak     | Delegáltak |
| Jelölt                                                | Szavazatszám | %       | Elkötelezett | Nem kötelezett | Összesen   |
| ----------------------------------------------------- | ------------ | ------- | ------------ | -------------- | ---------- |
| Donald Trump                                          | 56 260       | 51,0%   | 20           | 0              | 20         |
| Ron DeSantis                                          | 23 420       | 21,2%   | 9            | 0              | 9          |
| Nikki Haley                                           | 21 085       | 19,1%   | 8            | 0              | 8          |
| Vivek Ramaswamy (visszalépett a pártgyűlés után)      | 8449         | 7,7%    | 3            | 0              | 3          |
| Ryan Binkley                                          | 774          | 0,7%    | 0            | 0              | 0          |
| Asa Hutchinson (visszalépett a pártgyűlés után)       | 191          | 0,2%    | 0            | 0              | 0          |
| Más                                                   | 84           | 0,1%    | 0            | 0              | 0          |
| Chris Christie (visszalépett az előválasztások előtt) | 35           | <0,1%   | 0            | 0              | 0          |
| Összesen                                              |              | 100,00% | 40           | 0              | 40         |

## Január 23.: New Hampshire
Az előválasztást 2024. január 23-án rendezték. A huszonkét delegáltat arányosan osztották el a jelöltek eredményei alapján, de szükséges volt a szavazatok legalább 10%-ának megszerzése. 2016-ban és 2020-ban is Donald Trump nyerte meg az előválasztást, sikerét fehér, egyetemi diplomával nem rendelkező szavazóknak és a középosztálynak köszönhette.
Az előválasztás győztese Donald Trump lett, aki az első (nem hivatalban lévő) republikánus jelöltként nyerte meg az iowai és a New Hampshire-i gyűléseket is. Ugyan ismét diadalmaskodott, előnye különbsége várhatóan kisebb volt Nikki Haley előtt, a kevésbé szélsőjobboldali hajlású államban. Trump tizenkettő, Haley tíz delegáltat kapott.
Közvéleménykutatás
|  |

Eredmény
| Jelölt                         | Szavazatszám | %      | Delegáltak   | Delegáltak     | Delegáltak |
| Jelölt                         | Szavazatszám | %      | Elkötelezett | Nem kötelezett | Összesen   |
| ------------------------------ | ------------ | ------ | ------------ | -------------- | ---------- |
| Donald Trump                   | 172 461      | 54,4%  | 12           | 0              | 12         |
| Nikki Haley                    | 137 401      | 43,3%  | 10           | 0              | 10         |
| Ron DeSantis (visszalépett)    | 2200         | 0,7%   | 0            | 0              | 0          |
| Chris Christie (visszalépett)  | 1,380        | 0,4%   | 0            | 0              | 0          |
| Levélszavazás                  | 1196         | 0,4%   | 0            | 0              | 0          |
| Vivek Ramaswamy (visszalépett) | 764          | 0,2%   | 0            | 0              | 0          |
| Mike Pence (visszalépett)      | 370          | 0,1%   | 0            | 0              | 0          |
| Ryan Binkley                   | 281          | 0,1%   | 0            | 0              | 0          |
| Mary Maxwell                   | 263          | 0,1%   | 0            | 0              | 0          |
| Tim Scott (visszalépett)       | 174          | 0,1%   | 0            | 0              | 0          |
| Doug Burgum (visszalépett)     | 169          | 0,1%   | 0            | 0              | 0          |
| Asa Hutchinson (visszalépett)  | 105          | <0,1%  | 0            | 0              | 0          |
| Rachel Swift                   | 94           | <0,1%  | 0            | 0              | 0          |
| Scott Ayers                    | 79           | <0,1%  | 0            | 0              | 0          |
| Darius Mitchell                | 66           | <0,1%  | 0            | 0              | 0          |
| Glenn McPeters                 | 46           | <0,1%  | 0            | 0              | 0          |
| Peter Jedick                   | 28           | <0,1%  | 0            | 0              | 0          |
| Perry Johnson (visszalépett)   | 24           | <0,1%  | 0            | 0              | 0          |
| David Stuckenberg              | 23           | <0,1%  | 0            | 0              | 0          |
| Scott Merrell                  | 20           | <0,1%  | 0            | 0              | 0          |
| Donald Kjornes                 | 18           | <0,1%  | 0            | 0              | 0          |
| Robert Carney                  | 15           | <0,1%  | 0            | 0              | 0          |
| Hirsh Singh (visszalépett)     | 10           | <0,1%  | 0            | 0              | 0          |
| John Anthony Castro            | 9            | <0,1%  | 0            | 0              | 0          |
| Sam Sloan                      | 5            | <0,1%  | 0            | 0              | 0          |
| Összesen                       | 310 176      | 100,0% | 22           | 0              | 22         |

## Február 6. és 8.: Nevada
Nevadában egy előválasztást és egy pártgyűlést írtak ki, az elsőt az állam (2024. február 6.), a másodikat a párt (2024. február 8.). A korábbit a Republikánus Párt nem veszi figyelembe, bojkottálták. A huszonhat delegáltat arányosan fogják elosztani a jelöltek eredményei alapján, de szükséges a szavazatok megszerzésének 3,846%-a. Az államban általában nagyobb fontossággal rendelkeznek költségvetési témák, mint társadalmi kérdések.
A Republikánus Párt megtiltotta azon jelölteknek a részvételt a február 8-i eseményen, akik beadták jelentkezésüket a február 6-ira. A két legfontosabb republikánus jelölt, Haley és Trump különböző választásokon vettek részt, így ugyan Haley megnyerte az állam által kiírt versenyt (bár az „egyik jelölt sem” opció több szavazatot kapott nála), szinte biztosan Trump fogja hazavinni az összes delegáltat, mint a pártgyűlés egyetlen kiemelkedő résztvevője. Haley lett az első elnökjelölt az ország történetében, aki vereséget szenvedett az „egyik jelölt sem” szavazási opcióval szemben. A pártgyűlést Trump, ahogy az várható is volt, könnyen megnyerte, megszerezve a szavazatok több, mint 99%-át.
Közvéleménykutatás
| Forrás           | Dátum                                  | Frissítve        | Donald Trump | Más/ Nem döntött | Különbség   |
| ---------------- | -------------------------------------- | ---------------- | ------------ | ---------------- | ----------- |
| RealClearPolling | 2023. szeptember 29. – 2024. január 8. | 2024. január 21. | 69,0%        | 31,0%            | Trump +58,5 |

Eredmény
| Jelölt                        | Szavazatszám | %      |                  |        |       |
| ----------------------------- | ------------ | ------ | ---------------- | ------ | ----- |
| Jelölt                        | Szavazatszám | %      | Egyik jelölt sem | 47 077 | 63,4% |
| Nikki Haley                   | 22 611       | 30,4%  |                  |        |       |
| Mike Pence (visszalépett)     | 2895         | 3,9%   |                  |        |       |
| Tim Scott (visszalépett)      | 1014         | 1,4%   |                  |        |       |
| John Anthony Castro           | 259          | 0,3%   |                  |        |       |
| Hirsh V. Singh (visszalépett) | 191          | 0,3%   |                  |        |       |
| Donald Kjornes                | 153          | 0,2%   |                  |        |       |
| Heath V. Fulkerson            | 92           | 0,1%   |                  |        |       |
| Összesen                      | 74 292       | 100,0% |                  |        |       |

| Jelölt       | Szavazatszám | %      | Delegáltak   | Delegáltak     | Delegáltak |
| Jelölt       | Szavazatszám | %      | Elkötelezett | Nem kötelezett | Összesen   |
| ------------ | ------------ | ------ | ------------ | -------------- | ---------- |
| Donald Trump | 59 545       | 99,1%  | 25           | 1              | 26         |
| Ryan Binkley | 536          | 0,9%   | 0            | 0              | 0          |
| Összesen     | 51 429       | 100,0% | 25           | 1              | 26         |

## Február 8.: Virgin-szigetek
A pártgyűlést a Virgin-szigeteken február 8-án tartották, Nevadával egy napon. A győztes szerzi meg mind a négy delegáltat, a résztvevők sorba állítják preferált jelöltjeiket. Eredetileg kilenc delegáltja volt a területnek, de mivel március 15. előtt tartják az előválasztást és a delegáltak elosztása nem arányos, így a párt szabályainak megszegéséért négyre csökkentették. Ennek következtében a helyi párt elnökét és igazgatóját is menesztették. Minden szavazási fordulót Trump vezetett, a szavazatok 70% körüli eredményt elérve minden alkalommal. AZ utolsó fordulóban 182 szavazatot gyűjtött be, a második helyezett Nikki Haley64 szavazat ellenében.
Eredmények
| Jelölt                         | Első választás | Első választás | Első forduló | Első forduló | Második forduló | Második forduló | Harmadik forduló | Harmadik forduló | Negyedik forduló | Negyedik forduló | Delegáltak   | Delegáltak     | Delegáltak |
| Jelölt                         | Szav.          | %              | Szav.        | %            | Szav.           | %               | Szav.            | %                | Szav.            | %                | Elkötelezett | Nem kötelezett | Összesen   |
| ------------------------------ | -------------- | -------------- | ------------ | ------------ | --------------- | --------------- | ---------------- | ---------------- | ---------------- | ---------------- | ------------ | -------------- | ---------- |
| Donald Trump                   | 174            | 68,77%         | 175          | 69,17%       | 175             | 69,17%          | 177              | 70,80%           | 182              | 73,98%           | 1            | 3              | 4          |
| Nikki Haley                    | 52             | 20,55%         | 52           | 20,55%       | 53              | 20,95%          | 53               | 21,20%           | 64               | 26,02%           | 0            | 0              | 0          |
| Ron DeSantis (visszalépett)    | 15             | 5,93%          | 17           | 6,72%        | 18              | 7,11%           | 20               | 8,00%            | Kiesett          | Kiesett          | 0            | 0              | 0          |
| Perry Johnson (visszalépett)   | 6              | 2,37%          | 6            | 2,37%        | 7               | 2,77%           | Kiesett          | Kiesett          | Kiesett          | Kiesett          | 0            | 0              | 0          |
| Chris Christie (visszalépett)  | 3              | 1,19%          | 3            | 1,19%        | Kiesett         | Kiesett         | Kiesett          | Kiesett          | Kiesett          | Kiesett          | 0            | 0              | 0          |
| Vivek Ramaswamy (visszalépett) | 3              | 1,19%          | Kiesett      | Kiesett      | Kiesett         | Kiesett         | Kiesett          | Kiesett          | Kiesett          | Kiesett          | 0            | 0              | 0          |
| Összesen                       | 253            | 253            | 253          | 253          | 253             | 253             | 250              | 250              | 246              | 246              | –            | –              | –          |

## Február 24.: Dél-Karolina
Az előválasztást 2024. február 24-én tartották meg, az első déli választás. A győztes mind az ötven delegáltat megkapja az államban (ebből 29 állami szinten, 21 kongresszusi kerületenként). Nikki Haley elnökjelölt 2011 és 2017 között az állam kormányzója volt. Tim Scott 2013-ban lett megválasztva az állam szenátorának, bár ő 2023 novemberében visszalépett. A szavazópolgárok nagy része evangélikus, 2016-ban Donald Trump nyert. Az előválasztás győztese ismét Trump volt, megnyerve a szavazatok több, mint 59%-át. Ez az előválasztás szakértők szerint Haley kampányának egyik legnagyobb veresége volt, hiszen saját államában se tudta megszerezni a szavazatok 40%-át.
Közvéleménykutatások
| Forrás           | Dátum                         | Frissítve         | Nikki Haley | Donald Trump | Más   | Különbség   |
| ---------------- | ----------------------------- | ----------------- | ----------- | ------------ | ----- | ----------- |
| 270toWin         | 2024. január 26. – február 7. | 2024. február 10. | 31,3%       | 61,3%        | 7,4%  | Trump +30,0 |
| FiveThirtyEight  | 2024. február 4-ig            | 2024. február 11. | 31,8%       | 65,2%        | 3,0%  | Trump +33,4 |
| RealClearPolling | 2024. január 2. – február 4.  | 2024. február 9.  | 29,3%       | 60,0%        | 10,7% | Trump +30,7 |

Eredmények
| Jelölt                         | Szavazatszám | %       | Delegáltak | Delegáltak     | Delegáltak |
| Jelölt                         | Szavazatszám | %       | Kötelezett | Nem kötelezett | Összesen   |
| ------------------------------ | ------------ | ------- | ---------- | -------------- | ---------- |
| Donald Trump                   | 451 905      | 59,8%   | 47         | 0              | 47         |
| Nikki Haley                    | 298 681      | 39,5%   | 3          | 0              | 3          |
| Ron DeSantis (visszalépett)    | 2951         | 0,4%    | 0          | 0              | 0          |
| Vivek Ramaswamy (visszalépett) | 726          | 0,1%    | 0          | 0              | 0          |
| Chris Christie (visszalépett)  | 657          | 0,1%    | 0          | 0              | 0          |
| Ryan Binkley                   | 527          | 0,1%    | 0          | 0              | 0          |
| David Stuckenberg              | 360          | <0,1%   | 0          | 0              | 0          |
| Összesen                       | 755 807      | 100.00% | 50         | 0              | 50         |

## Február 27. és március 2.: Michigan
Az előválasztást 2024. február 27-én, a pártgyűlést pedig március 2-án tartják. Mivel történelmileg a Republikánus Párt szabálykönyve szerint csak Iowa, New Hampshire, Nevada és Dél-Karolina tarthat előválasztást március 1. előtt, ezért a szabályellenesen kijelölt februári dátumon csak delegáltjai 20%-át nevezheti ki az állam. A fennmaradó 39-et pedig március 2-án választja meg. 2016-ban Donald Trump kapta meg a legtöbb delegáltat.
Az első és a második szavazást is Donald Trump nyerte, megkapva a szavazatok 68, illetve 97,8%-át.
Közvéleménykutatások
| Forrás          | Dátum               | Frissítve         | Nikki Haley | Donald Trump | Más/ Nem döntött | Előny       |
| --------------- | ------------------- | ----------------- | ----------- | ------------ | ---------------- | ----------- |
| FiveThirtyEight | 2024. február 24-ig | 2024. február 26. | 21,8%       | 78,7%        | -                | Trump +56,9 |

Eredmények
| Jelölt                         | Szavazatszám | %       | Delegáltak | Delegáltak     | Delegáltak |
| Jelölt                         | Szavazatszám | %       | Kötelezett | Nem kötelezett | Összesen   |
| ------------------------------ | ------------ | ------- | ---------- | -------------- | ---------- |
| Donald Trump                   | 755 909      | 68,2%   | 12         | 0              | 12         |
| Nikki Haley                    | 294 334      | 26,5    | 4          | 0              | 4          |
| Nem kötelezett                 | 33 373       | 3,0%    | –          | –              | –          |
| Ron DeSantis (visszalépett)    | 13 373       | 1,2%    | 0          | 0              | 0          |
| Chris Christie (visszalépett)  | 4770         | 0,4%    | 0          | 0              | 0          |
| Vivek Ramaswamy (visszalépett) | 3707         | 0,3%    | 0          | 0              | 0          |
| Asa Hutchinson (visszalépett)  | 2357         | 0,2%    | 0          | 0              | 0          |
| Doug Burgum (visszalépett)     | 1087         | 0,1%    | 0          | 0              | 0          |
| Összesen                       | 1 108 910    | 100,00% | 16         | 0              | 16         |

| Jelölt       | Szavazatszám | %       | Delegáltak | Delegáltak     | Delegáltak |
| Jelölt       | Szavazatszám | %       | Kötelezett | Nem kötelezett | Összesen   |
| ------------ | ------------ | ------- | ---------- | -------------- | ---------- |
| Donald Trump | 1575         | 97,8%   | 39         | 0              | 39         |
| Nikki Haley  | 36           | 2,2%    | 0          | 0              | 0          |
| Összesen     | 1611         | 100,00% | 39         | 0              | 39         |

## Március 2.

### Idaho
A pártgyűlést 2024. március 2-án tartották, a győztes kapta meg a legtöbb delegáltat. Annak következtében, hogy ez első helyezett Trump megszerezte a szavazatok több, mint felét, megkapta az összes delegáltat.
Eredmények
| Jelölt                         | Szavazatszám | %       | Delegáltak | Delegáltak     | Delegáltak |
| Jelölt                         | Szavazatszám | %       | Kötelezett | Nem kötelezett | Összes     |
| ------------------------------ | ------------ | ------- | ---------- | -------------- | ---------- |
| Donald Trump                   | 33 603       | 84,9%   | 32         | 0              | 32         |
| Nikki Haley                    | 5 221        | 13,2%   | 0          | 0              | 0          |
| Ron DeSantis (visszalépett)    | 534          | 1,4%    | 0          | 0              | 0          |
| Vivek Ramaswamy (visszalépett) | 95           | 0,2%    | 0          | 0              | 0          |
| Chris Christie (visszalépett)  | 91           | 0,2%    | 0          | 0              | 0          |
| Ryan Binkley (visszalépett)    | 40           | 0,1%    | 0          | 0              | 0          |
| Összesen                       | 39584        | 100.00% | 32         | 0              | 32         |

### Missouri
A pártgyűlést 2024. március 2-án tartották. Donald Trump megkapott minden egyes szavazatot a pártgyűlésen, így megkapta az 54 delegáltat.
Eredmények
| Jelölt            | Szavaztszám | %      | Delegáltak | Delegáltak     | Delegáltak |
| Jelölt            | Szavaztszám | %      | Kötelezett | Nem kötelezett | Összesen   |
| ----------------- | ----------- | ------ | ---------- | -------------- | ---------- |
| Donald Trump      | 924         | 100,0% | 54         | 0              | 54         |
| Nikki Haley       | 0           | 0,0%   | 0          | 0              | 0          |
| David Stuckenberg | 0           | 0,0%   | 0          | 0              | 0          |
| Összesen          | 924         | 100    | 54         | 0              | 54         |

## Március 3.: Főváros
A fővárosi előválasztást 2024. március 3-án tartották, a tizenkilenc delegált szavazatának legtöbbjét a győztes kapja meg. Ez volt az első előválasztás a ciklusban, amit nem Trump nyert meg, Haley megkapta a szavazatok közel 63%-át, így az összes delegáltat is.
Eredmények
| Jelölt                         | Szavazatszám | %      | Delegáltak | Delegáltak     | Delegáltak |
| Jelölt                         | Szavazatszám | %      | Kötelezett | Nem kötelezett | Összesen   |
| ------------------------------ | ------------ | ------ | ---------- | -------------- | ---------- |
| Nikki Haley                    | 1279         | 62,9%  | 19         | 0              | 19         |
| Donald Trump                   | 676          | 33,2%  | 0          | 0              | 0          |
| Ron DeSantis (visszalépett)    | 38           | 1,9%   | 0          | 0              | 0          |
| Chris Christie (visszalépett)  | 18           | 0,9%   | 0          | 0              | 0          |
| Vivek Ramaswamy (visszalépett) | 15           | 0,7%   | 0          | 0              | 0          |
| David Stuckenberg              | 8            | 0,4%   | 0          | 0              | 0          |
| Ryan Binkley (visszalépett)    | 1            | <0,1%  | 0          | 0              | 0          |
| Doug Burgum (visszalépett)     | 0            | 0,0%   | 0          | 0              | 0          |
| Összesen                       | 2035         | 100,0% | 19         | 0              | 19         |

## Március 4.: Észak-Dakota
A pártgyűlést 2024. március 4-én tartották. A huszonkilenc delegált szavazatainak mindegyikét az első helyezett kapta meg. Donald Trump diadalmaskodott, a szavazatok több, mint 84%-ával.
Eredmények
| Jelölt            | Szavazatszám | %      | Delegáltak | Delegáltak     | Delegáltak |
| Jelölt            | Szavazatszám | %      | Kötelezett | Nem kötelezett | Összesen   |
| ----------------- | ------------ | ------ | ---------- | -------------- | ---------- |
| Donald Trump      | 1632         | 84,6%  | 29         | 0              | 29         |
| Nikki Haley       | 273          | 14,2%  | 0          | 0              | 0          |
| David Stuckenberg | 16           | 0,8%   | 0          | 0              | 0          |
| Ryan Binkley      | 9            | 0,5%   | 0          | 0              | 0          |
| Összesen          | 1930         | 100,0% | 29         | 0              | 29         |

## Március 5.: Szuperkedd

### Alabama
Az előválasztást 2024. március 5-én tartották, szuperkedden, tizennégy másik szavazással együtt. Az 50 delegált mindegyikét Trump nyerte meg, mivel megkapta a szavazatok több, mint felét. 2016-ban itt Donald Trump kapta a legtöbb delegáltat. A választópolgárok nagy része evangélikus, így a társadalmilag legkonzervatívabb jelöltek gyakran elnyerik a szavazatokat.
Eredmények
| Jelöltek                       | Szavazatszám | %       | Delegáltak | Delegáltak     | Delegáltak |
| Jelöltek                       | Szavazatszám | %       | Kötelezett | Nem kötelezett | Összesen   |
| ------------------------------ | ------------ | ------- | ---------- | -------------- | ---------- |
| Donald Trump                   | 17 778       | 81,0%   | 50         |                | 50         |
| Nikki Haley                    | 3 263        | 14,9%   |            |                |            |
| Nem elkötelezett               | 402          | 1,8%    |            |                |            |
| Ron DeSantis (visszalépett)    | 327          | 1,5%    |            |                |            |
| Vivek Ramaswamy (visszalépett) | 73           | 0,3%    |            |                |            |
| Chris Christie (visszalépett)  | 59           | 0,3%    |            |                |            |
| David Stuckenberg              | 33           | 0,2%    |            |                |            |
| Ryan Binkley                   | 18           | 0,1%    |            |                |            |
| Összesen                       | 21 953       | 100.00% | 50         |                | 50         |

### Alaszka
Az előválasztást 2024. március 5-én tartották, szuperkedden, tizennégy másik szavazással együtt. A 28 delegáltat arányosan osztották el azon jelöltek között, akik legalább 13%-ot elértek. 2016-ban Ted Cruz nyert, 2020-ban nem tartották meg az eseményt. Az egyetlen jelölt, aki elérte ezt a határt Donald Trump volt, így megszerezve az összes delegáltat.
Eredmények
| Jelöltek                       | Szavazatszám | %      | Delegáltak | Delegáltak     | Delegáltak |
| Jelöltek                       | Szavazatszám | %      | Kötelezett | Nem kötelezett | Összesen   |
| ------------------------------ | ------------ | ------ | ---------- | -------------- | ---------- |
| Donald Trump                   | 9243         | 87,6%  | 29         | 0              | 29         |
| Nikki Haley                    | 1266         | 12,0%  | 0          | 0              | 0          |
| Vivek Ramaswamy (visszalépett) | 45           | 0,4%   | 0          | 0              | 0          |
| Összesen                       | 10 544       | 100,0% | 29         |                | 29         |

### Arkansas
Az előválasztást 2024. március 5-én tartották, szuperkedden, tizennégy másik szavazással együtt. A 40 delegáltból a győztes kapta meg a legtöbbet. Asa Hutchinson jelölt az állam körzeti ügyésze (1982–1985), képviselője (1997–2001), majd kormányzója (2015–2023) volt. A negyven delegáltból harminckilencet Donald Trump nyert meg, Haley egyet kapott.
Eredmények
| Jelölt                         | Szavazatszám | %      | Delegáltak | Delegáltak     | Delegáltak |
| Jelölt                         | Szavazatszám | %      | Kötelezett | Nem kötelezett | Összesen   |
| ------------------------------ | ------------ | ------ | ---------- | -------------- | ---------- |
| Donald Trump                   | 205 331      | 76,9%  | 39         | 0              | 39         |
| Nikki Haley                    | 49 189       | 18,4%  | 1          | 0              | 1          |
| Asa Hutchinson (visszalépett)  | 7 384        | 2,8%   | 0          | 0              | 0          |
| Ron DeSantis (visszalépett)    | 3 166        | 1,2%   | 0          | 0              | 0          |
| Vivek Ramaswamy (visszalépett) | 861          | 0,3%   | 0          | 0              | 0          |
| Chris Christie (visszalépett)  | 602          | 0,2%   | 0          | 0              | 0          |
| Ryan Binkley (visszalépett)    | 183          | 0,1%   | 0          | 0              | 0          |
| Doug Burgum (visszalépett)     | 155          | 0,1%   | 0          | 0              | 0          |
| David Stuckenberg              | 152          | 0,1%   | 0          | 0              | 0          |
| Összesen                       | 267 023      | 100,0% | 40         |                | 40         |

### Colorado
Az előválasztást 2024. március 5-én tartották, szuperkedden, tizennégy másik szavazással együtt. Arányos elosztás történt azon jelöltek között, akik elnyertek legalább 20%-ot.
Donald Trumpot 2023 decemberében eltiltotta Colorado Legfelsőbb Bírósága attól, hogy az államban induljon a választáson. A döntést felfüggesztették és végül a szövetségi Legfelsőbb Bíróság visszavonta. Trump meg is nyerte a delegáltak kétharmadát, míg Haley tizenkettőt vitt haza.
Eredmények
| Jelöltek                       | Szavazatszám | %      | Delegáltak | Delegáltak     | Delegáltak |
| Jelöltek                       | Szavazatszám | %      | Kötelezett | Nem kötelezett | Összesen   |
| ------------------------------ | ------------ | ------ | ---------- | -------------- | ---------- |
| Donald Trump                   | 519 986      | 63,3%  | 23         |                |            |
| Nikki Haley                    | 274 569      | 33,4%  | 11         |                |            |
| Ron DeSantis (visszalépett)    | 12 001       | 1,5%   |            |                |            |
| Chris Christie (visszalépett)  | 6 883        | 0,8%   |            |                |            |
| Vivek Ramaswamy (visszalépett) | 4 723        | 0,6%   |            |                |            |
| Ryan Binkley (visszalépett)    | 2 124        | 0,3%   |            |                |            |
| Asa Hutchinson (visszalépett)  | 1 208        | 0,1%   |            |                |            |
| Összesen                       | 821 494      | 100,0% | 37         |                | 37         |

### Észak-Karolina
Az előválasztást 2024. március 5-én tartották, szuperkedden, tizennégy másik szavazással együtt. A 75 delegáltból negyvenkettőt választókerületekben elért eredmények alapján osztják el, míg a fennmaradó harminchármat arányosan a legalább 20%-ot elérő jelöltek között. Donald Trump nyert, megszerezve a szavazatok 73%-át és 62 delegáltat.
Eredmények
| Jelölt                                | Szavazatszám | %      | Delegáltak | Delegáltak     | Delegáltak |
| Jelölt                                | Szavazatszám | %      | Kötelezett | Nem kötelezett | Összesen   |
| ------------------------------------- | ------------ | ------ | ---------- | -------------- | ---------- |
| Donald Trump                          | 790 750      | 73,9%  | 53         |                |            |
| Nikki Haley                           | 249 651      | 23,3%  | 7          |                |            |
| Ron DeSantis (visszalépett)           | 14 690       | 1,4%   |            |                |            |
| Nincs preferált jelölt (visszalépett) | 7 386        | 0,7%   |            |                |            |
| Vivek Ramaswamy (visszalépett)        | 3 400        | 0,3%   |            |                |            |
| Chris Christie (visszalépett)         | 3 151        | 0,3%   |            |                |            |
| Ryan Binkley (visszalépett)           | 905          | 0,1%   |            |                |            |
| Asa Hutchinson (visszalépett)         | 723          | 0,1%   |            |                |            |
| Összesen                              |              | 100,0% | 74         |                | 74         |

### Kalifornia
Az előválasztást 2024. március 5-én tartották, szuperkedden, tizennégy másik szavazással együtt. A 169 delegáltból a legtöbbet a győztes kapja meg. Abban az esetben, ha a jelölt megszerzi a szavazatok legalább 50%-át, megkapja az összes delegáltat, más esetben arányos elosztás történik. Donald Trump meg is tudta szerezni a szavazatok legalább felét, így a 169 delegáltat is, ami az állam megnyerésével jár.

### Maine
Az előválasztást 2024. március 5-én tartották, szuperkedden, tizennégy másik szavazással együtt. A győztes kapta a legtöbb delegáltat, de az elosztás csak abban az esetben történik arányosan, ha az első helyezett nem szerzi meg a szavazatok többségét és csak 20% fölötti eredményt elérő elnökjelöltek kaphatnak delegáltat. Regisztrált szavazók csak saját pártjuk jelöltjeire szavazhattak, míg azok, akik nem rendelkeznek pártregisztrációval, eldönthetik kire szavaznak.
Maine külügyminisztere 2023. december 28-án úgy döntött, hogy Trump nem indulhat az államban. Ezt a döntést a szövetségi Legfelsőbb Bíróság visszavonta. Trump így diadalmaskodott is, minden egyes delegáltat elnyerve.
Eredmények
| Jelölt                         | Szavazatszám | %      | Delegáltak | Delegáltak     | Delegáltak |
| Jelölt                         | Szavazatszám | %      | Kötelezett | Nem kötelezett | Összesen   |
| ------------------------------ | ------------ | ------ | ---------- | -------------- | ---------- |
| Donald Trump                   | 78 603       | 71,8%  | 20         |                |            |
| Nikki Haley                    | 28 354       | 25,6%  |            |                |            |
| Ron DeSantis (visszalépett)    | 1 367        | 1,3%   |            |                |            |
| Vivek Ramaswamy (visszalépett) | 602          | 0,6%   |            |                |            |
| Ryan Binkley (visszalépett)    | 551          | 0,5%   |            |                |            |
| Beírásos szavazatok            | 284          | 0,3%   |            |                |            |
| Doug Burgum (visszalépett)     | 11           | 0,0%   |            |                |            |
| Összesen                       | 108 109      | 100,0% | 20         |                | 20         |

### Massachusetts
Az előválasztást 2024. március 5-én tartották, szuperkedden, tizennégy másik szavazással együtt. A negyven delegáltból a győztes kapja a legtöbbet, de az elosztás csak abban az esetben történik arányosan, ha az első helyezett nem szerzi meg a szavazatok többségét (ekkor mindet ő kapja) és csak 10% fölötti eredményt elérő elnökjelöltek kaphatnak delegáltat. Annak következtében, hogy Trump megkapta a szavazatok több, mint felét, így a 40 delegáltat is megkapta.
Eredmények
| Jelölt                         | Szavazatszám | %      | Delegáltak | Delegáltak     | Delegáltak |
| Jelölt                         | Szavazatszám | %      | Kötelezett | Nem kötelezett | Összesen   |
| ------------------------------ | ------------ | ------ | ---------- | -------------- | ---------- |
| Donald Trump                   | 338 405      | 59,9%  | 40         |                |            |
| Nikki Haley                    | 207 785      | 36,8%  |            |                |            |
| Nincs preferált jelölt         | 5 581        | 1,0%   |            |                |            |
| Chris Christie (visszalépett)  | 5 093        | 0,9%   |            |                |            |
| Ron DeSantis (visszalépett)    | 4 063        | 0,7%   |            |                |            |
| Vivek Ramaswamy (visszalépett) | 1701         | 0,3%   |            |                |            |
| Ryan Binkley (visszalépett)    | 1017         | 0.2%   |            |                |            |
| Asa Hutchinson (visszalépett)  | 874          | 0,2%   |            |                |            |
| Összesen                       | 564 519      | 100,0% | 40         |                | 40         |

### Minnesota
Az előválasztást 2024. március 5-én tartották, szuperkedden, tizennégy másik szavazással együtt. Az összes delegáltat a győztes akkor kapja meg, ha eléri a 85%-os minimumot az államban. Tizenöt delegáltat osztanak szét állami szinten, míg huszonnégyet választókerületenként.
Trump a szavazatok 69%-át nyerte meg, 27 delegáltat megszerezve, Haley tizenkettőjével szemben.
Eredmények
| Jelölt                         | Szavazatszám | %      | Delegáltak | Delegáltak     | Delegáltak |
| Jelölt                         | Szavazatszám | %      | Kötelezett | Nem kötelezett | Összesen   |
| ------------------------------ | ------------ | ------ | ---------- | -------------- | ---------- |
| Donald Trump                   | 232 855      | 69,1%  | 27         |                |            |
| Nikki Haley                    | 97 195       | 28,8%  | 12         |                |            |
| Ron DeSantis (visszalépett)    | 4 084        | 1,2%   |            |                |            |
| Vivek Ramaswamy (visszalépett) | 1470         | 0,4%   |            |                |            |
| Chris Christie (visszalépett)  | 1431         | 0,4%   |            |                |            |
| Összesen                       | 337 035      | 100,0% | 39         |                | 39         |

### Oklahoma
Az előválasztást 2024. március 5-én tartották, szuperkedden, tizennégy másik szavazással együtt. Az állam mind a 43 delegáltját akkor kapja meg egy jelölt, ha a teljes államban szavazatainak aránya átlépi az 50%-ot. Ha ezt egy jelölt se éri el, akkor választókerületi szinten, illetve arányosan osztják el a delegáltakat, a legalább 15%-ot elérő jelöltek között. 2023 szeptemberében kezdeményeztek egy eljárást, ami megakadályozta volna, hogy Donald Trump szerepeljen a jelöltlistán, de a szövetségi Legfelsőbb Bíróság minden ilyen eljárást megakadályozott országos szinten.
Trump minden delegáltat megkapott, miután a szavazatok 82%-ával győzött.
Eredmények
| Jelölt                         | Szavazatszám | %      | Delegáltak | Delegáltak     | Delegáltak |
| Jelölt                         | Szavazatszám | %      | Kötelezett | Nem kötelezett | Összesen   |
| ------------------------------ | ------------ | ------ | ---------- | -------------- | ---------- |
| Donald Trump                   | 254 688      | 81,8%  | 43         |                | 43         |
| Nikki Haley                    | 49 373       | 15,9%  |            |                |            |
| Ron DeSantis (visszalépett)    | 3 942        | 1,3%   |            |                |            |
| Chris Christie (visszalépett)  | 1095         | 0,4%   |            |                |            |
| Vivek Ramaswamy (visszalépett) | 1020         | 0,3%   |            |                |            |
| Asa Hutchinson (visszalépett)  | 431          | 0,1%   |            |                |            |
| David Stuckenberg              | 397          | 0,1%   |            |                |            |
| Ryan Binkley (visszalépett)    | 303          | 0,1%   |            |                |            |
| Összesen                       | 311 249      | 100,0% | 43         |                | 43         |

### Tennessee
Az előválasztást 2024. március 5-én tartották, szuperkedden, tizennégy másik szavazással együtt. Az állam ötvennyolc delegálttal rendelkezik, amiből huszonkilencet választási kerületenként osztanak ki, míg harmincegyet állami szinten. Ha a szavazatok kétharmadát egy jelölt szerzi meg, megkapja az állam összes delegáltját. Ez volt az eset Trumppal is, aki 77,4 százalékot kapott meg.
Eredmények
| Jelölt                         | Szavazatszám | %      | Delegált   | Delegált       | Delegált |
| Jelölt                         | Szavazatszám | %      | Kötelezett | Nem kötelezett | Összesen |
| ------------------------------ | ------------ | ------ | ---------- | -------------- | -------- |
| Donald Trump                   | 449 770      | 77,36% | 58         |                | 58       |
| Nikki Haley                    | 113 478      | 19,52% |            |                |          |
| Ron DeSantis (visszalépett)    | 7 982        | 1,37%  |            |                |          |
| Nem kötelezett                 | 4 896        | 0,84%  |            |                |          |
| Chris Christie (visszalépett)  | 1 888        | 0,32%  |            |                |          |
| Vivek Ramaswamy (visszalépett) | 1 726        | 0,30%  |            |                |          |
| Ryan Binkley (visszalépett)    | 735          | 0,13%  |            |                |          |
| Asa Hutchinson (visszalépett)  | 545          | 0,09%  |            |                |          |
| David Stuckenberg              | 365          | 0,06%  |            |                |          |
| Összesen                       | 581 385      | 100,0% | 58         |                | 58       |

### Texas
Az előválasztást 2024. március 5-én tartották, szuperkedden, tizennégy másik szavazással együtt. Az állam 161 delegáltját különböző szabályok alapján osztják szét. Az esélyes nagy előnnyel Donald Trump volt a választás előtt és a volt elnök a szavazatok majdnem 78%-ával meg is nyerte azt.
Eredmények
| Jelölt                         | Szavazatszám | %      | Delegáltak | Delegáltak     | Delegáltak |
| Jelölt                         | Szavazatszám | %      | Kötelezett | Nem kötelezett | Összesen   |
| ------------------------------ | ------------ | ------ | ---------- | -------------- | ---------- |
| Donald Trump                   | 1 798 604    | 77,9%  | 147        |                | 147        |
| Nikki Haley                    | 401 666      | 17,4%  |            |                |            |
| Nem kötelezett                 | 45 357       | 2,0%   |            |                |            |
| Ron DeSantis (visszalépett)    | 36 212       | 1,6%   |            |                |            |
| Vivek Ramaswamy (visszalépett) | 10 537       | 0,5%   |            |                |            |
| Chris Christie (visszalépett)  | 9 080        | 0,5%   |            |                |            |
| Asa Hutchinson (visszalépett)  | 2 999        | 0,1%   |            |                |            |
| Ryan Binkley (visszalépett)    | 2 667        | 0,1%   |            |                |            |
| David Stuckenberg              | 2 367        | 0,1%   |            |                |            |
| Összesen                       | 2 309 489    | 100,0% | 161        |                | 161        |

### Utah
Az előválasztást 2024. március 5-én tartják, szuperkedden, tizennégy másik szavazással együtt. Az állam negyven delegáltját az első helyezett kapja meg, ha megszerzi a szavazatok legalább 50%-át. Ha legalább három jelölt több, mint 15%-ot kap meg, akkor arányosan szétosztásra kerülnek a delegáltak, ha kevesebben lépik át a minimum határt, akkor mindegyik jelölt kap delegáltat, arányosan leosztva. 2016-ban Ted Cruz diadalmaskodott.
Eredmények
| Jelölt                      | Szavazatszám | %      | Delegáltak | Delegáltak     | Delegáltak |
| Jelölt                      | Szavazatszám | %      | Kötelezett | Nem kötelezett | Összesen   |
| --------------------------- | ------------ | ------ | ---------- | -------------- | ---------- |
| Donald Trump                | 42 783       | 57,0%  | 40         |                | 40         |
| Nikki Haley                 | 31 563       | 42,0%  |            |                |            |
| Ryan Binkley (visszalépett) | 764          | 1,0%   |            |                |            |
| Összesen                    | 75 110       | 100,0% | 40         |                | 40         |

### Vermont
Az előválasztást 2024. március 5-én tartották, szuperkedden, tizennégy másik szavazással együtt. A tizenhét delegáltat mind megkapja az első helyezett, ha megszerzi legalább 50%-át az összes szavazatnak. Egyéb esetben arányosan elosztják a legalább 20%-ot elérő felek között. Ha egy jelölt se éri el a 20%-ot, akkor az alsó határ 15%, majd 10% lesz.
Ez az állam volt egyike a kettőnek, amit Nikki Haley meg tudott nyerni a választási ciklusban, illetve ezzel egyike a kettőnek, amit nem Trump tudhatott magáénak.
Eredmények
| Jelölt                            | Szavazatszám | %      | Delegáltak | Delegáltak     | Delegáltak |
| Jelölt                            | Szavazatszám | %      | Kötelezett | Nem kötelezett | Összesen   |
| --------------------------------- | ------------ | ------ | ---------- | -------------- | ---------- |
| Nikki Haley                       | 36 237       | 49,3%  | 9          |                | 9          |
| Donald Trump                      | 33 153       | 45,1%  |            |                |            |
| Chris Christie (visszalépett)     | 1 020        | 1,4%   |            |                |            |
| Ron DeSantis (visszalépett)       | 947          | 1,3%   |            |                |            |
| Vivek Ramaswamy (visszalépett)    | 546          | 0,7%   |            |                |            |
| Ryan Binkley (visszalépett)       | 277          | 0,4%   |            |                |            |
| Robert F. Kennedy Jr. (beírással) | 51           | 0,1%   |            |                |            |
| Joe Biden (beírással)             | 12           | 0,02%  |            |                |            |
| Liz Cheney (beírással)            | 11           | 0,02%  |            |                |            |
| Összesen                          | 73 457       | 100,0% | 17         |                | 17         |

### Virginia
Az előválasztást 2024. március 5-én tartották, szuperkedden, tizennégy másik szavazással együtt. A negyvennyolc delegáltat arányosan osztják el a jelöltek között. Három delegált a párt három vezetői, akik bármely jelöltre szavazhatnak, harminchárom delegáltat választókerületi szinten osztottak szét, míg a fennmaradó tizenkettőt arányosan, kivéve ha egy jelölt eléri az 50%-ot. 2016-ban Donald Trump diadalmaskodott, eggyel több delegáltat kapva, mint Marco Rubio, illetve több, mint kétszer annyit, mint Ted Cruz.
2024-ben ismét Trump nyert, megkapva az állam 46 delegáltjából 42-t, míg Haley a fennmaradó hatot.
Eredmények
| Jelölt                         | Szavazatszám | %      | Delegált   | Delegált       | Delegált |
| Jelölt                         | Szavazatszám | %      | Kötelezett | Nem kötelezett | Összesen |
| ------------------------------ | ------------ | ------ | ---------- | -------------- | -------- |
| Donald Trump                   | 435 590      | 63,1%  | 42         |                | 42       |
| Nikki Haley                    | 240 586      | 34,8%  | 6          |                | 6        |
| Ron DeSantis (visszalépett)    | 7 702        | 1,1%   |            |                |          |
| Chris Christie (visszalépett)  | 3 317        | 0,5%   |            |                |          |
| Vivek Ramaswamy (visszalépett) | 2 495        | 0,4%   |            |                |          |
| Ryan Binkley (visszalépett)    | 835          | 0,1%   |            |                |          |
| Összesen                       | 690 525      | 100,0% | 48         |                | 48       |

## Március 8.: Amerikai Szamoa
A pártgyűlést 2024. március 8-án tartották, annak ellenére, hogy az elnökválasztáson nem fog részt venni a terület, mivel nem állam. A terület kilenc delegáltjából hatról a párt közösen dönt. Egyetlen delegáltnak se kötelessége a kiválasztott jelöltre szavaznia, ami a pártvezetőség három tagjára is igaz. 2016 óta mindkétszer Donald Trump nyert. Ezt a sorozatot a volt elnök háromra növelte 2024-ben, megszerezve a jelölőbizottság mindegyik szavazatát.
Eredmények
| Jelölt       | Szavazatszám | %      | Delegáltak | Delegáltak     | Delegáltak |
| Jelölt       | Szavazatszám | %      | Kötelezett | Nem kötelezett | Összesen   |
| ------------ | ------------ | ------ | ---------- | -------------- | ---------- |
| Donald Trump | 110          | 100,0% | 9          | 0              | 9          |
| Összesen     | 110          | 100,0% | 9          | 0              | 9          |

## Március 12.

### Georgia
Az előválasztást 2024. március 12-én tartották, három másik választással együtt. Az ötvenkilenc delegáltból negyvenkettőt osztottak el választókerületek alapján, ahol minden kerületben az a jelölt kapja meg az összes delegáltat, aki elér legalább 50%-os eredményt. Ha ez nem történik meg, az első helyezett kettő, a második helyezett egy delegáltat kap. A fennmaradó tizenhetet arányosan osztják el a legalább 20%-os eredményt elérő jelöltek között. Trump megnyerte a szavazatok közel 85%-át, így megkapta az összes delegáltat.

### Hawaii
A pártgyűlést 2024. március 12-én tartották, három másik választással együtt. A tizenkilenc delegáltból tizet állami szinten osztottak el, hatot a két választókerületben és a fennmaradó három szavazatot a helyi republikánus pártvezetőség adja le. 2016-ban itt Donald Trump nyert, Ted Cruz szenátort megelőzve. Ezt 2024-ben is megismételte, az egyetlen fontos jelöltként elnyerve a szavazatok 97%-át.

### Mississippi
A pártgyűlést 2024. március 12-én tartották, három másik választással együtt. A harminckilenc delegáltból huszonhetet osztottak szét állami szinten, ahol minden jelölt, aki átlép a 15%-os határt, arányos elosztásban kap kijelölt delegáltakat. A fennmaradó tizenkettőt választókerületekben szavazzák meg, ahol 50% fölött a jelölt az összes delegáltat megkapja. Más esetben az első helyezett kettőt, a második egyet kap az adott választókerületben. 2016-ban itt Donald Trump nyert, Ted Cruz szenátort megelőzve.
A győztes a szavazatok több, mint 97%-ával ismét Donald Trump volt.

### Washington
Az előválasztást 2024. március 12-én tartották, három másik választással együtt. A negyvenhárom delegált közül arányos elosztással kerül kinevezésre a tizenhárom állami szintű delegált, akiket a legalább 20%-os eredményt elérő jelöltek kapnak meg. A fennmaradó harmincat szétosztják a tíz választókerületnek, ahol ha egy jelölt megszerzi a szavazatok többségét vagy egyetlenként éri el a 20%-ot, akkor megkapja az összes delegáltat a kerületben, ha ezen kitételek közül egyik se teljesül, akkor a győztes két delegáltat, a második helyezett egyet kap. Ha egyik jelölt se éri el a 20%-ot vagy több, mint kettő lépi át, akkor az első három helyezett mind egy-egy delegáltat kap.
A győztes Donald Trump volt, bár a hetekkel korábban visszalépett Nikki haley is megkapott majdnem 150 ezer szavazatot.

## Március 15.: Északi-Mariana-szigetek
A pártgyűlést 2024. március 15-én tartották. Két választást tart a párt. Az elsőn kiválasztják elnöki preferenciájukat, míg a másodikon megválasztják a hat delegáltat. A fennmaradó három szavazatot a pártvezetők adják le.
A győztes Donald Trump lett, Haley a szavazatok tíz százalékát kapta meg.

## Március 16.: Guam
A pártgyűlést 2024. március 16-án tartották. A párt tagjai összegyűltek és úgy döntenek hat delegáltról, míg a három pártvezető a preferált jelöltjükre adják le a szavazatot. Az egyetlen jelöltként Trump kapott minden szavazatot.
Eredmények
| Jelöltek                   | Szavazatszám | %      | Delegáltak | Delegáltak     | Delegáltak |
| Jelöltek                   | Szavazatszám | %      | Kötelezett | Nem kötelezett | Összesen   |
| -------------------------- | ------------ | ------ | ---------- | -------------- | ---------- |
| Donald Trump               | 178          | 100,0% | 9          |                | 9          |
| Nikki Haley (visszalépett) | 0            | 0,0%   | 0          |                | 0          |
| Összesen                   | 178          | 100,0% | 9          |                | 9          |

## Március 19.

### Arizona
Az előválasztást 2024. március 19-én tartották, négy másik választással együtt. Az állam összes (43) delegáltját az állami, illetve választókerületi szavazások győztese kapta meg.
Minden delegáltat Trump kapott meg, miután megszerezte a szavazatok 78%-át.

### Florida
Az előválasztást 2024. március 19-én tartották, négy másik választással együtt. Az állam százhuszonöt delegáltját mind a szavazás győztese kapta meg. Az állam kormányzója, Ron DeSantis, akit 2022-ben nagy különbséggel választottak újra, elnökjelölt volt, de már visszalépése előtt sem őt tartották esélyesnek az államban, hiszen az ország 45. elnöke, Donald Trump is az állam színeiben indult.
Trump az egyetlen versenyben maradt jelöltként könnyen megnyerte az államot, de meglepően sok több, mint 150 ezer szavazatot vitt haza Nikki Haley is.

### Illinois
Az előválasztást 2024. március 19-én tartották, négy másik választással együtt. Az állam hatvannégy delegáltjából ötvenegyet más államoktól eltérő formában neveznek ki. A szavazópolgárok nem a jelöltre szavaznak, hanem közvetlenül a jelöltet képviselő delegáltra. Emellett tíz delegáltat az állami eredmények alapján kapnak meg jelöltek, míg a fennmaradó hármat (a helyi pártvezetőséget) szintén az állami szavazás győztese kapja meg.
A győztes, a szavazatok több, mint 80%-ával, Donald Trump volt.

### Kansas
Az előválasztást 2024. március 19-én tartották, négy másik választással együtt. A harminckilenc delegáltból huszonnégyet arányosan osztottak el jelöltek között, akik megkapták legalább a szavazatok 10%-át. Tizenkét delegáltat a választókerületekben választanak meg, míg a fennmaradó három a helyi pártvezetőség, aki az állami előválasztás győztesére szavaznak.
A győztes Donald Trump lett, míg a korábban visszalépett Nikki Haley végzett másodikként.

### Ohio
Az előválasztást 2024. március 19-én tartották, négy másik választással együtt. Mind a hetvenkilenc delegáltat az állami választás győztese kapja meg, a helyi pártvezetőséget beleértve. Minden delegáltat Trump kapott meg, miután megszerezte a szavazatok közel 80%-át.

## Március 23.: Louisiana
Az előválasztást 2024. március 23-án tartották. Az állam negyvenhét delegáltját a győztes mind megkapta. Nikki Haley visszalépése után Trump megszerezte az összes delegáltat és a szavazatok közel 90%-át.
Eredmények
| Jelölt                         | Szavazatszám | %      | Delegáltak | Delegáltak     | Delegáltak |
| Jelölt                         | Szavazatszám | %      | Kötelezett | Nem kötelezett | Összesen   |
| ------------------------------ | ------------ | ------ | ---------- | -------------- | ---------- |
| Donald Trump                   | 172 474      | 89,8%  | 47         | 0              | 47         |
| Nikki Haley (visszalépett)     | 13 119       | 6,8%   |            |                |            |
| Ron DeSantis (visszalépett)    | 3022         | 1,6%   |            |                |            |
| Chris Christie (visszalépett)  | 1280         | 0,7%   |            |                |            |
| Vivek Ramaswamy (visszalépett) | 595          | 0,3%   |            |                |            |
| Ryan Binkley (visszalépett)    | 579          | 0,3%   |            |                |            |
| Asa Hutchinson (visszalépett)  | 517          | 0,2%   |            |                |            |
| Rachel Swift                   | 335          | 0,2%   |            |                |            |
| David Stuckenberg              | 210          | 0,1%   |            |                |            |
| Összesen                       | 192 131      | 100,0% | 47         | 0              | 47         |

## Április 2.

### Connecticut
Az előválasztást 2024. április 2-án tartották, négy másik választással együtt. A huszonnyolc delegáltból huszonötöt osztottak el választási alapon. Ezek közül tizenötöt választanak meg választókerületi szinten, ahol az első helyezett kapja meg az összes kerületi delegáltat. A fennmaradó tizenhárom delegáltat az állami szintű szavazatok alapján osztanak el. Ha a győztes 50%-os eredményt ér el, akkor megkapja az összes delegáltat, ha nem, akkor a 20%-os eredményt elérő jelöltek között osztják el a delegáltakat, arányosan.
Annak következtében, hogy Trump átlépte ezt a határt, a szavazatok 77,9%-ával, megkapta az összes delegáltat.
Eredmények
| Jelölt                      | Szavazatszám | %      | Delegáltak | Delegáltak     | Delegáltak |
| Jelölt                      | Szavazatszám | %      | Kötelezett | Nem kötelezett | Összesen   |
| --------------------------- | ------------ | ------ | ---------- | -------------- | ---------- |
| Donald Trump                | 34 760       | 77,9%  | 28         |                |            |
| Nikki Haley (visszalépett)  | 6220         | 13,9%  |            |                |            |
| Nem kötelezett              | 2162         | 4,8%   |            |                |            |
| Ron DeSantis (visszalépett) | 1275         | 2,9%   |            |                |            |
| Ryan Binkley (visszalépett) | 219          | 0,5%   |            |                |            |
| Összesen                    | 44 636       | 100,0% | 28         |                | 28         |

### Delaware
Az előválasztást 2024. április 2-án tartották volna, de Nikki Haley visszalépése után törölték az eseményt, Donald Trumpnak adva az összes delegáltat.

### New York
Az előválasztást 2024. április 2-án tartották, négy másik választással együtt. New York kilencvenegy delegáltjából tizenhármat állami szinten osztottak ki, ha az első helyezett megszerzi a szavazatok legalább 50%-át, akkor megkapja az összes delegáltat, más esetben pedig a 20% feletti eredményt elérő jelöltek között osztják el arányosan. A fennmaradó hetvennyolc delegáltat választókerületi szinten választják meg: ha egy jelölt megkapja a szavazatok legalább 50%-át, vagy egyetlenként legalább 20%-át, akkor övé lesz mind a három delegált a kerületben. Ha legalább két jelölt éri el a 20%-os határt, akkor az első helyezett kettő, a második helyezett egy delegáltat kap. Ha egy jelölt se éri el az említett alsó határt, akkor a párt választja ki a delegáltak által preferált jelöltet. Tekintve, hogy az államban született, Donald Trumpot tartották az esélyesnek az államban.
A volt elnök mindenhol el is érte a szükséges határt, így megkapott minden delegáltat az államban, de annak ellenére, hogy az egyetlen versenyben maradt jelölt volt több, mint 28 ezren ellene szavaztak.
Eredmények
| Jelöltek                       | Szavazatszám | %      | Delegáltak | Delegáltak     | Delegáltak |
| Jelöltek                       | Szavazatszám | %      | Kötelezett | Nem kötelezett | Összesen   |
| ------------------------------ | ------------ | ------ | ---------- | -------------- | ---------- |
| Donald Trump                   | 131 621      | 82,1%  | 91         |                | 91         |
| Nikki Haley (visszalépett)     | 20 718       | 12,9%  |            |                |            |
| Chris Christie (visszalépett)  | 6435         | 4,0%   |            |                |            |
| Vivek Ramaswamy (visszalépett) | 1624         | 1,0%   |            |                |            |
| Összesen                       | 160 398      | 100,0% | 91         |                | 91         |

### Rhode Island
Az előválasztást 2024. április 2-án tartották, négy másik választással együtt. Abban az esetben, ha egy jelölt megkapja a szavazatok legalább 50%-át, neki ítélik mind a tizenkilenc delegáltat. Más esetben azon jelöltek között osztják el arányosan, akik elértek legalább 20%-os eredményt. A korábbi meg is történt, Trump a szavazatok közel 85%-át begyűjtve diadalmaskodott.
Eredmények
| Jelölt                         | Szavazatszám | %      | Delegáltak | Delegáltak     | Delegáltak |
| Jelölt                         | Szavazatszám | %      | Kötelezett | Nem kötelezett | Összesen   |
| ------------------------------ | ------------ | ------ | ---------- | -------------- | ---------- |
| Donald Trump                   | 10 729       | 84,4%  | 15         |                | 15         |
| Nikki Haley (visszalépett)     | 1356         | 10,7%  |            |                |            |
| Nem kötelezett                 | 255          | 2,0%   |            |                |            |
| Ron DeSantis (visszalépett)    | 175          | 1,4%   |            |                |            |
| Chris Christie (visszalépett)  | 152          | 1,2%   |            |                |            |
| Vivek Ramaswamy (visszalépett) | 40           | 0,3%   |            |                |            |
| Összesen                       | 12 707       | 100,0% | 19         |                | 19         |

### Wisconsin
Az előválasztást 2024. április 2-án tartották, négy másik választással együtt. Wisconsin negyvenegy delegáltjából tizenhetet osztanak szét állami szinten, mindet az első helyezett kapja meg. A választókerületi szintű választásokon huszonnégy delegáltra szavaznak, ahol az összes (3) delegáltat az első helyezett kapja meg. Az államban tartották az első republikánus elnökjelölti vitát és itt kerül megrendezésre az elnökjelölő gyűlés is.
Donald Trump kapta meg az összes jelöltet, de több, mint 120 ezren ellene szavaztak az államban, ami általában kulcsfontosságú az elnökválasztáson.
Eredmények
| Jelöltek                       | Szavazatszám | %      | Delegáltak | Delegáltak     | Delegáltak |
| Jelöltek                       | Szavazatszám | %      | Kötelezett | Nem kötelezett | Összesen   |
| ------------------------------ | ------------ | ------ | ---------- | -------------- | ---------- |
| Donald Trump                   | 472 227      | 79,2%  | 41         |                | 41         |
| Nikki Haley (visszalépett)     | 76 147       | 12,8%  |            |                |            |
| Ron DeSantis (visszalépett)    | 19 961       | 3,3%   |            |                |            |
| Nem kötelezett                 | 12 834       | 2,2%   |            |                |            |
| Chris Christie (visszalépett)  | 9706         | 1,6%   |            |                |            |
| Vivek Ramaswamy (visszalépett) | 5161         | 0,9%   |            |                |            |
| Összesen                       | 596 036      | 100,0% | 41         |                | 41         |

## Április 18–20.: Wyoming
Az állam megyei gyűlései több napig tartó folyamat alatt választották meg tizenkét delegáltat a huszonkilencből, minden megye győztese kapott egy delegáltat. A fennmaradó delegáltakat a párt választotta meg. Wyoming az egyik legrepublikánusabb, de egyben az egyik legkisebb népességgel rendelkező állam, ezért kap ilyen sok delegáltat.
A gyűlés győztese Donald Trump volt, a szavazatok 100%-ával.
Eredmények
| Jelölt       | Szavazatszám | %      | Delegáltak | Delegáltak     | Delegáltak |
| Jelölt       | Szavazatszám | %      | Kötelezett | Nem kötelezett | Összesen   |
| ------------ | ------------ | ------ | ---------- | -------------- | ---------- |
| Donald Trump |              | 100,0% | 29         |                | 29         |
| Összesen     |              |        | 29         |                | 29         |

## Április 21.: Puerto Rico
Az előválasztást 2024. április 21-én tartották, az Északi-Mariana-szigetekkel egy napon. A győztes, Donald Trump, magkapta mind a huszonhárom delegáltat, mivel megszerezte a szavazatok legalább 50%-át. 2016-ban Marco Rubio, 2020-ban Donald Trump nyert.
Eredmények
| Jelölt            | Szavazatszám | %      | Delegáltak | Delegáltak     | Delegáltak |
| Jelölt            | Szavazatszám | %      | Kötelezett | Nem kötelezett | Összesen   |
| ----------------- | ------------ | ------ | ---------- | -------------- | ---------- |
| Donald Trump      | 992          | 96,2%  | 23         |                |            |
| Beírásos jelöltek | 39           | 3,8%   |            |                |            |
| Összesen          | 1 031        | 100,0% | 23         |                | 23         |

## Április 23.: Pennsylvania
Az előválasztást 2024. április 23-án tartották. Az állam hatvanhét delegáltjából ötvenegyet közvetlenül választottak meg, míg a fennmaradó tizenhatot az állami szinten első helyet elértő jelölt kapta meg. A győztes a szavazatok 82%-ával Donald Trump volt, de közel 160 ezren ellene szavaztak, a rég visszalépett Nikki Haleyt választva.
Eredmények
| Jelöltek                   | Szavazatszám          | %                     | Delegáltak | Delegáltak     | Delegáltak |
| Jelöltek                   | Szavazatszám          | %                     | Kötelezett | Nem kötelezett | Összesen   |
| -------------------------- | --------------------- | --------------------- | ---------- | -------------- | ---------- |
| Donald Trump               | 790 690               | 82,8%                 | 16         | 46             | 62         |
| Nikki Haley (visszalépett) | 157 228               | 16,5%                 |            |                |            |
| Beírásos szavazatok        | 10 387                | 1,2%                  |            |                |            |
| Ismeretlen delegáltak      | Ismeretlen delegáltak | Ismeretlen delegáltak |            | 5              | 5          |
| Összesen                   | 958 305               | 100,0%                | 16         | 51             | 67         |

## Május 7.: Indiana
Az előválasztást 2024. május 7-én tartották, az elsőként a hónapban. Indiana 58 delegáltjából harmincegyet állami szinten osztottak ki, az összeset a legtöbb szavazatot kapó jelölt mellé. A fennmaradókat pedig választókerületi szinten osztották el, ahol minden egyes kerületben szintén a győztes kapta az összes delegáltat. 2016-ban és 2020-ban is Donald Trump szerezte meg az összes delegáltat az államban.
Donald Trump nyert, a szavazatok közel 80%-ával, de több, mint 128 ezren ellene szavaztak.
Eredmények
| Jelöltek                   | Szavazatszám | %      | Delegáltak | Delegáltak     | Delegáltak |
| Jelöltek                   | Szavazatszám | %      | Kötelezett | Nem kötelezett | Összesen   |
| -------------------------- | ------------ | ------ | ---------- | -------------- | ---------- |
| Donald Trump               | 461 663      | 78,3%  | 58         |                |            |
| Nikki Haley (visszalépett) | 128 168      | 21,7%  |            |                |            |
| Összesen                   | 555 928      | 100,0% | 58         |                | 58         |

## Május 14.

### Maryland
Az előválasztást 2024. május 14-én tartották, két másik szavazással egy időben. Az állam harminchét delegáltjából huszonnégyet választókerületi szinten választottak meg, ahol mindig az első helyezett jelölt kapta meg az összes delegáltat. A fennmaradó tizenhármat pedig állami szinten, szintén a győztesnek ítélték oda. A győztes Donald Trump volt.
Eredmények
| Jelöltek                   | Szavazatszám | %      | Delegáltak | Delegáltak     | Delegáltak |
| Jelöltek                   | Szavazatszám | %      | Kötelezett | Nem kötelezett | Összesen   |
| -------------------------- | ------------ | ------ | ---------- | -------------- | ---------- |
| Donald Trump               | 205 996      | 77,7%  | 37         | 0              | 37         |
| Nikki Haley (visszalépett) | 56 506       | 21,3%  | 0          | 0              | 0          |
| Nem elkötelezett           | 2 607        | 1,0%   | 0          | 0              | 0          |
| Összesen                   | 265 109      | 100,0% | 37         | 0              | 37         |

### Nebraska
Az előválasztást 2024. május 14-én tartották, két másik szavazással egy időben. Nebraska harminchat delegáltját állami és választókerületi szinten is az első helyezett kapta meg. A győztes Donald Trump volt.
Eredmények
| Jelöltek                     | Szavazatszám | %      | Delegáltak | Delegáltak     | Delegáltak |
| Jelöltek                     | Szavazatszám | %      | Kötelezett | Nem kötelezett | Összesen   |
| ---------------------------- | ------------ | ------ | ---------- | -------------- | ---------- |
| Donald Trump                 | 164 813      | 79,6%  | 36         |                |            |
| Nikki Haley (visszalépett)   | 36 871       | 17,8%  |            |                |            |
| Perry Johnson (visszalépett) | 3 789        | 1,8%   |            |                |            |
| Más                          | 1 671        | 0,8%   |            |                |            |
| Összesen                     | 207 144      | 100,0% | 36         |                | 36         |

### Nyugat-Virginia
Az előválasztást 2024. május 14-én tartották, két másik szavazással egy időben. Nyugat-Virginia harmincegy delegáltját az állami és kerületi szavazás győztese kapta meg. A korábbi huszonkettő, az utóbbi hat delegáltnak felelt meg. Az állam törvényhozásában nagy támogatottsággal rendelkezik Donald Trump, meg is nyerte az előválasztást.
Eredmények
| Jelöltek                    | Szavazatszám | %      | Delegáltak | Delegáltak     | Delegáltak |
| Jelöltek                    | Szavazatszám | %      | Kötelezett | Nem kötelezett | Összesen   |
| --------------------------- | ------------ | ------ | ---------- | -------------- | ---------- |
| Donald Trump                | 198 436      | 88,4%  | 32         |                |            |
| Nikki Haley (visszalépett)  | 21 123       | 9,4%   |            |                |            |
| Rachel Swift                | 2 311        | 1,0%   |            |                |            |
| Ryan Binkley (visszalépett) | 1 476        | 0,7%   |            |                |            |
| David Stuckenberg           | 1 162        | 0,5%   |            |                |            |
| Összesen                    | 224 508      | 100,0% | 32         |                | 32         |

## Május 21.

### Kentucky
A pártgyűlést 2024. május 21-én tartották, Oregon szavazásával egy időben. A negyvenhat delegáltat arányosan osztották el Kentuckyban, azon jelöltek között, akik megszerezték a szavazatok legalább 15%-át. A győztes Trump volt, minden delegáltat megkapva.
Eredmények
| Jelöltek                       | Szavazatszám | %      | Delegáltak | Delegáltak     | Delegáltak |
| Jelöltek                       | Szavazatszám | %      | Kötelezett | Nem kötelezett | Összesen   |
| ------------------------------ | ------------ | ------ | ---------- | -------------- | ---------- |
| Donald Trump'                  | 214 932      | 84,9%  | 46         |                | 46         |
| Nikki Haley (visszalépett)     | 16 227       | 6,4%   |            |                |            |
| Nem kötelezett                 | 8 984        | 3,6%   |            |                |            |
| Ron DeSantis (visszalépett)    | 7 798        | 3,1%   |            |                |            |
| Chris Christie (visszalépett)  | 2 512        | 1,0%   |            |                |            |
| Vivek Ramaswamy (visszalépett) | 1 643        | 0,6%   |            |                |            |
| Ryan Binkley (visszalépett)    | 939          | 0,4%   |            |                |            |
| Összesen                       | 253 035      | 100,0% | 46         |                | 46         |

### Oregon
Az előválasztást 2024. május 21-én tartották, Kentucky szavazásával egy időben. A harmincegy delegáltat arányosan osztották el a jelöltek között. A győztes Donald Trump volt, de több, mint 27 ezren ellen szavaztak az államban.
Eredmények
| Jelöltek          | Szavazatszám | %      | Delegáltak | Delegáltak     | Delegáltak |
| Jelöltek          | Szavazatszám | %      | Kötelezett | Nem kötelezett | Összesen   |
| ----------------- | ------------ | ------ | ---------- | -------------- | ---------- |
| Donald Trump      | 294 744      | 91,6%  | 31         |                | 31         |
| Beírásos jelöltek | 27 209       | 8.5%   |            |                |            |
| Összesen          | 321 983      | 100,0% | 31         |                | 31         |

## Június 4.

### Montana
Az előválasztást 2024. június 4-én tartották, utolsóként az országban, három másik szavazással egy időben. Montana 31 delegáltját arányosan osztották el azon jelöltek között, akik megkapták a szavazatok legalább 5%-át. Trump volt az egyetlen jelölt.
Eredmények
| Jelöltek          | Szavazatszám | %      | Delegáltak | Delegáltak     | Delegáltak |
| Jelöltek          | Szavazatszám | %      | Kötelezett | Nem kötelezett | Összesen   |
| ----------------- | ------------ | ------ | ---------- | -------------- | ---------- |
| Donald Trump      | 163 531      | 90,9%  |            |                |            |
| Egyik sem         | 16 381       | 9,1%   |            |                |            |
| Beírásos jelöltek | 6            | <0,1%  |            |                |            |
| Összesen          | 179 918      | 100,0% | 31         | 0              | 31         |

### New Jersey
Az előválasztást 2024. június 4-én tartották, utolsóként az országban, három másik szavazással egy időben. A negyvenkilenc delegáltat mind az állami szavazás első helyezettje kapta meg, aki Donald Trump volt, az egyetlen jelöltként.
Eredmények
| Jelöltek          | Szavazatszám | %      | Delegáltak | Delegáltak     | Delegáltak |
| Jelöltek          | Szavazatszám | %      | Kötelezett | Nem kötelezett | Összesen   |
| ----------------- | ------------ | ------ | ---------- | -------------- | ---------- |
| Donald Trump      | 294 658      | 96,7%  | 12         |                | 12         |
| Beírásos jelöltek | 9 915        | 3,3%   |            |                |            |
| Összesen          | 304 573      | 100,0% | 12         | 0              | 12         |

### Új-Mexikó
Az előválasztást 2024. június 4-én tartották, utolsóként az országban, három másik szavazással egy időben. A huszonkét delegáltat arányosan osztották el azon jelöltek között, akik megszerezték a szavazatok legalább 15%-át. 2016-ban és 2020-ban is Donald Trump nyert az államban, majd sorozatát háromra bővítette, 78 716 szavazatot megszerezve.
Eredmények
| Jelöltek                       | Szavazatszám | %      | Delegáltak | Delegáltak     | Delegáltak |
| Jelöltek                       | Szavazatszám | %      | Kötelezett | Nem kötelezett | Összesen   |
| ------------------------------ | ------------ | ------ | ---------- | -------------- | ---------- |
| Donald Trump                   | 78 912       | 84,5%  |            |                |            |
| Nikki Haley (visszalépett)     | 8 036        | 8,6%   |            |                |            |
| Nincs elkötelezve              | 3 128        | 3,3%   |            |                |            |
| Chris Christie (visszalépett)  | 2 426        | 2,6%   |            |                |            |
| Vivek Ramaswamy (visszalépett) | 884          | 0,9%   |            |                |            |
| Összesen                       | 93 386       | 100,0% | 22         | 0              | 22         |

### Dél-Dakota
Az előválasztást 2024. június 4-én tartották volna, utolsóként az országban, három másik szavazással egy időben. A huszonkilenc delegált mindegyikét az első helyezett jelölt kapta volna meg. Arra tekintettel, hogy csak Donald Trump adott le dokumentumokat a határidő előtt, nem tartották meg a választást, minden delegáltat megkapott.

## 2024-es Republikánus Nemzeti Gyűlés
A jelöltállító gyűlését a Republikánus Párt 2024. július 15. és 18. között tartotta, Milwaukee városában. Donald Trump már a gyűlés előtt négy hónappal a párt feltételezett jelöltje lett. Az esemény első napján megválasztották Trumpot a párt jelöltjének és J. D. Vance-t a párt alelnökjelöltjének.